# America (Schiff, 1783)
Die America war ein 74-Kanonen-Linienschiff (Zweidecker), welches ursprünglich für die amerikanische Kontinentalmarine gebaut wurde und von 1783 bis 1786 im Dienst der französischen Marine stand.

## Geschichte

### Bau
Am 20. November 1776 genehmigte der Kontinentalkongress der Dreizehn Kolonien während des Amerikanischen Unabhängigkeitskrieges ein Bauprogramm für drei 74-Kanonen-Linienschiffe, fünf 36-Kanonen-Fregatten und weitere kleine Schiffe.
Die spätere America wurde von Schiffbauer und Marinearchitekten Joshua Humphreys – später Konstrukteur der Fregatten der United-States- und Constellation-Klasse – entworfen und im Mai 1777 in Portsmouth in New Hampshire auf Kiel gelegt.
Auf Grund nur unzureichend fließender Finanzmittel und daraus resultierenden Mangels an gut abgelagertem Holz und qualifizierten Handwerkern schritt der Bau, unter der Aufsicht von Oberst James Hackett als Schiffbaumeister und John Langdon, nur langsam voran. Daher ernannte der Schifffahrtausschuss des Kongresses am 6. November 1779 Kapitän John Barry zum zukünftigen Kommandanten und wies diesen an die Fertigstellung zu beschleunigen.
Die Schwierigkeiten beim Bau des Schiffes hielten jedoch auch in den folgenden Monaten an, und bis Mitte März 1780 war nur wenig erreicht worden, als Kapitän Barry eine Beurlaubung beantragte, die am 23. März begann. Alle Möglichkeiten, dass Barry die America kommandieren konnte, endeten am 5. September 1780, als er nach Boston beordert wurde, um das Kommando über die 36-Kanonen-Fregatte Alliance zu übernehmen, die gerade aus Europa eingetroffen war. Allerdings leistete er einen bemerkenswerten Dienst für das Schiff. Nachdem er im November 1777 das unfertige Schiff, das sein neues Kommando werden sollte, inspiziert hatte, sprach er sich nachdrücklich gegen den damals in Erwägung gezogenen Vorschlag aus, das Schiff auf eine Fregatte mit 54 Kanonen zu reduzieren. Seine Argumente setzten sich durch, und der verantwortliche Ausschuss beschloss, den Bau des Schiffes nach den ursprünglichen Plänen fortzusetzen.
Erst am 23. Juni 1781 beauftragte der Kontinentalkongress den Marinebeauftragten Robert Morris, die America seeklar zu machen. Dieser wählte am 26. Juni Kapitän John Paul Jones als neuen Kommandanten. Jones traf am 31. August in Portsmouth ein und machte sich an die Fertigstellung des Schiffes. Bevor die Arbeiten jedoch abgeschlossen waren, beschloss der Kongress am 3. September 1782, das Schiff dem französischen König Ludwig XVI. als Ersatz für das französische Linienschiff Magnifique zu schenken, das am 11. August 1782 bei dem Versuch, in den Hafen von Boston einzulaufen, auf Grund gelaufen und zerstört worden war. Das Schiff sollte dabei auch die Wertschätzung der neuen Nation für die Dienste und Opfer Frankreichs für die Sache der amerikanischen Patrioten symbolisieren.
Trotz seiner Enttäuschung darüber, dass er der Möglichkeit beraubt war, das größte bisher in den 13 Kolonien gebaute Kriegsschiff zu kommandieren, blieb Jones in Portsmouth und bemühte sich um die Fertigstellung des neuen Schiffes, sodass am 5. November 1782 der Stapellauf in den Piscataqua River erfolgen konnte.

### Einsatzgeschichte
Nachdem das Schiff aufgetakelt und ausgerüstet worden war – wobei auch geborgene Kanonen der Magnifique an Bord kamen – verließ es am 24. Juni 1783 unter dem Kommando von Chevalier de Macarty Martinge (ehemaliger Kommandant der Magnifique) Portsmouth und erreichte am 16. Juli das französische Brest.
Über ihren anschließenden Dienst ist nur wenig bekannt, abgesehen von der Tatsache, dass das Schiff am 11. August 1786 von einer Kommission sorgfältig untersucht wurde, wobei diese feststellte, dass es durch Trockenfäule so beschädigt war, dass eine wirtschaftliche Reparatur nicht mehr sinnvoll erschien, was auf die Verwendung von nicht richtig abgelagertem Holz während des Krieges zurückgeführt wurde. Ein entsprechender Bericht wurde König Ludwig XVI. am 20. August vorgelegt. Es wurde entschieden das Schiff abzubrechen und ein neues Linienschiff der Téméraire-Klasse (América) zu bauen bzw. auf diesen Namen zu taufen.

## Technische Beschreibung

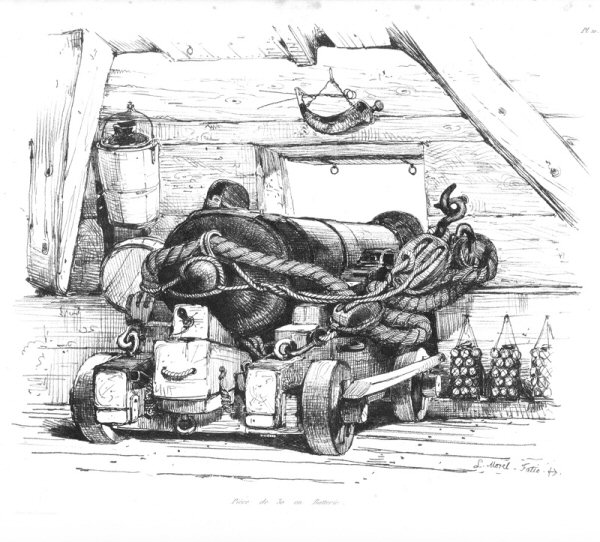
Zeichnung eines französischen
36-Pfünders.

Die America war als Batterieschiff mit zwei durchgehenden Geschützdecks konzipiert und hatte eine Länge von 55,87 Metern (Geschützdeck) bzw. 49,70 Metern (Kiel), eine Breite von 15,38 Metern und einen Tiefgang von 6,82 Metern bei einer Verdrängung von 1500/3000 Tonnen. Sie war ein Rahsegler mit drei Masten (Fockmast, Großmast und Kreuzmast). Der Rumpf schloss im Heckbereich mit einem Heckspiegel, in den Galerien integriert waren, die in die seitlich angebrachten Seitengalerien mündeten.
Die Besatzungsstärke hatte ein Stärke von 707 Mann (17 Offiziere und 690 Unteroffiziere bzw. Mannschaften). Die Bewaffnung bestand bei Indienststellung aus 74 Kanonen.
|                      | Unteres Batteriedeck | Oberes Batteriedeck | Backdeck      | Achterdeck     | Kanonen (Geschossgewicht) |
| -------------------- | -------------------- | ------------------- | ------------- | -------------- | ------------------------- |
| Design               | 30 × 18-Pfünder      | 32 × 12-Pfünder     | 6 × 9-Pfünder | 8 × 9-Pfünder  | 76 Kanonen (238,09 kg)    |
| 1783 (franz. Marine) | 28 × 36-Pfünder      | 30 × 18-Pfünder     | 6 × 8-Pfünder | 10 × 8-Pfünder | 74 Kanonen (410,201 kg)   |